# Jakob Baumann (Widerstandskämpfer)
Jakob Baumann (* 20. April 1893 in Neckarau; † 21. März 1951 in Mannheim) war ein deutscher Politiker, Gewerkschafter und Widerstandskämpfer.

## Leben
Jakob Baumann erlernte den Beruf eines Werkzeugmachers und Feinmechaniker und war bis 1934 Betriebsratsvorsitzender bei der Traktorenfirma Heinrich-Lanz, er wurde dann wegen seiner politischen Überzeugung und einer kurzfristigen Verhaftung entlassen. Jakob Baumann war von 1930 bis 1933 Stadtverordneter der SPD von Mannheim und Bezirksleiter der dann unter dem Naziregime illegalen sozialdemokratischen Organisation in Baden. Mit dem gleichgesinnten Genossen Hans Heilig traf er sich öfters an geheimen Orten. Heilig war verantwortlich für das sozialdemokratische Druckschriftenlager für ganz Baden-Pfalz-Hessen und war einer der wichtigsten Adressaten von antifaschistischen Flugblättern, Zeitungen und sonstigen Schriften. Jakob Baumann war maßgebend am Aufbau eines Verteilerapparates von Streuzetteln wie „Nieder mit Hitler“ und Exemplaren der „Sozialistischen Aktion“ beteiligt. 1935 wurden aufgrund einer unglücklichen Verkettung von Zufällen viele Mitglieder der Widerstandsgruppe durch die Gestapo festgenommen. Auch Jakob Baumann wurde wegen angeblichem Hochverrats verhaftet und 1937 zu 10 Jahren Zuchthaus verurteilt, mit ihm Hans Heilig und Richard Houssong. Im April 1945 wurde er von französischen Truppen aus dem Zuchthaus Ludwigsburg, auch als KZ bezeichnet, befreit.
Die SPD konnte sich schon früh nach dem Krieg offiziell rekonstituieren. Am 10. Oktober 1945 wurde er in den Mannheimer SPD-Vorstand gewählt. Es wurden antifaschistische Ausschüsse gebildet, um Gewerkschaften zu reorganisieren, um die von den Nazis Verfolgten zu betreuen, die Gesellschaft von Nazis in wichtigen Positionen zu säubern, sowie Überlebensnotwendiges wie Essen, Trinken, Brennmaterial und medizinische Versorgung zu sichern. Am 28. April 1946 wurde Jakob Baumann zum Vorsitzenden der VVN (Vereinigung der Verfolgten des Naziregimes) in Mannheim gewählt. Er war von 1946 bis 1948 Stadtrat und Mitglied des SPD-Kreisvorstands und als Gewerkschaftssekretär bei der IG Metall beschäftigt. Jakob Baumann verstarb 1951 an den Folgen seiner langen Haft in Mannheim.
Vor seinem ehemaligen Wohnhaus wurde ein Stolperstein verlegt. Jakob Baumann heiratete im Juli 1915 Emma Schirrmann und hatte zwei Kinder, seine Tochter Hilde Baumann wurde später ebenfalls Stadträtin.